# Sebastián Olivera
Sebastián Olivera fue un militar argentino, uno de los principales protagonistas de la victoria frente al Imperio del Brasil en la Batalla de Carmen de Patagones y de la lucha contra el indio en la Comandancia de Patagones.

## Biografía
Sebastián Olivera nació en Mendoza (Argentina), en 1796, pasando a la ciudad de Buenos Aires ca. 1808, para estudiar bajo la tutela de Isidro Peralta.
Producido el movimiento de la revolución de Mayo, el 1 de julio de 1810 sentó plaza como soldado en el Regimiento N.º  3 de Infantería y se sumó a la campaña del Ejército del Norte. Fue ascendido a cabo el 16 de agosto de 1810 y a sargento 2.º el 15 de abril de 1814.
Tomó parte en la invasión de Santa Fe (1815), cayendo prisionero. Fue promovido a sargento 1.º el 1 de abril de 1816 y a subteniente de infantería recién el 2 de abril de 1823.
El 11 de ese mes y año Olivera fue destinado como ayudante a la comandancia militar de Carmen de Patagones, puesto que conservaba al estallar la Guerra del Brasil.
Al producirse el ataque de las fuerzas imperiales el 6 y 7 de marzo de 1827 Olivera asumió el mando militar y se destacó en la defensa de la plaza. Ambrosio Mitre, tesorero de la comandancia (padre de Bartolomé Mitre), recordaría que "Toda nuestra infantería estaba replegada en la fortaleza desde el 6 por la noche; y la caballería del vecindario hasta el número de 114 hombres, incluso los Tragas, se pusieron a las órdenes y dirección del ayudante subteniente D. Sebastián Olivera. Este digno oficial puso este pequeño cuerpo en el mejor orden posible; y a su actividad y celo se debe, tal vez y sin tal vez, la rendición de la fuerza terrestre".
En el Cerro de la Caballada los gauchos de Molina y los milicianos de Olivera vencieron a las tropas al mando del inglés James Shepherd.
Tras la victoria argentina en la batalla de Carmen de Patagones, el 11 de abril fue promovido a ayudante mayor de ejército y el 25 de enero de 1828 a capitán de la 1.ª Compañía de Infantería de guarnición en Carmen de Patagones agregada al Batallón 4.º de Cazadores.
El 1 de octubre de 1828 recibió el grado de mayor y en enero de 1830 pasó a la Plana Mayor Inactiva. El 26 de febrero de 1830 fue ascendido a sargento mayor.
En 1831 al rechazar la última invasión de indios que se produjo durante su gobierno, recibió una herida de lanza que le obligó a solicitar su relevo para asistirse en Buenos Aires, lo que no le fue concedido.
El 3 de mayo de 1832 a teniente coronel. En enero de 1833 era comandante militar de Patagones. Ese año, Patagones fue visitado por Charles Darwin, mientras se producía la Campaña de Rosas al Desierto. Ejerció el puesto con inflexibilidad y dureza hasta 1834, año en que pasó a retiro.
En febrero de 1835 fue nombrado su reemplazo y fue relevado de su cargo en marzo del mismo año por el coronel graduado Juan José Hernández, pasando Olivera a la ciudad de Buenos Aires. Falleció el 31 de mayo de 1845.
Se lo describe como "de estatura mediana, cara pequeña y redonda, nariz afilada y labios delgados, finos, sombreado el superior por negro y escaso bigote, ojos negros, de mirada muy vivaz, cabello negro, encrespado, siempre cortado al rape, militarmente.  Su aspecto era simpático pero poco marcial y se distinguía por su apego a la disciplina; su natural bondad en lo que no tenía atingencia con el servicio, en el cual era inflexible, y su proverbial sobriedad hasta el extremo de no conocer más que el mate y el cigarro, eran sus características dominantes."